# Конституция Тонги
Конституция Тонги — основной закон, на базе которого работает правительство Тонги. Она была принята королём Джорджем Тупоу I 4 ноября 1875 года. Она закрепляет состав правительства Тонги и баланс между её исполнительной, законодательной и судебной властью. Годовщина её принятия отмечается ежегодно как День Конституции Тонги.

## Описание
Конституция разделена на три части. Первая часть является декларацией прав народа Тонги. Вторая часть закрепляет форму правления. Третья часть состоит из норм права, регулирующих собственность на землю, наследование и торговлю.
Декларация прав закрепляет основные права человека народа Тонги. Сюда относится провозглашение народа Тонги свободным; запрет рабства, кроме как вида наказания за особенно тяжкие преступление, и предоставление в Тонге убежища для тех, кто бежал от рабства в чужой стране. Она устанавливает равные права для всех граждан Тонги, несмотря на их класс или этническую принадлежность. Конституция предусматривает свободу поклонения, печати, слова, обращений и собраний. Она устанавливает в воскресенье саббат, во время которого нельзя заниматься ни торговлей, ни профессиональной или коммерческой деятельностью. Она применяет к своему народу приказ о Хабеас корпус и предусматривает основные права обвиняемого, таких как защита от двукратного привлечения к ответственности за одно правонарушение. Она устанавливает государственный налог в обмен на защиту жизни, свободы и имущества. Конституция прописывает равную подотчётность солдат гражданскому праву. Она устанавливает требования к присяжным заседателям и возраст зрелости для наследования титула или земли. Наконец, в ней говорится, что любой иностранец, проживший в Тонге не менее 5 лет, может принять присягу на верность стране и стать натурализованным гражданином, которому будут предоставлены все права и привилегии коренных тонганцев, кроме права на наследственные налоговые выделения.
Тонга является конституционной монархией, в которой король осуществляет исполнительную власть через Кабинет министров. Законодательная власть принадлежит Законодательному собранию. Во время перерыва между сессиями Собрания король может принимать нормативные акты через Тайный совет, но, чтобы они стали законами, необходимо подтверждение Собрания.
Конституция может быть изменена Законодательным собранием при условии, что это не повлияет на «право свободы», монархическую преемственность, титулы или имения дворян. Поправки должны пройти три чтения в Законодательном собрании и быть единогласно поддержаны Тайным советом.